# Língua yaghnobi
A Língua Yaghnobi Yaghnabi, Yagnobi ou Yagnabi.- yaɣnobī́ zivók / забони яғнобӣ; (na variante Tajique do alfabeto cirílico яғнобӣ зивок jɑʁnɔːˈbiː zɪ̆ˈvoːkʰ, Russo ягнобский язык jagnobskij jazyk, Tajique) é uma língua ainda viva, mas em vias de extinção, do grupo da Línguas indo-iranianas do Leste (outras língua vivas do grupo são  a língua pashto, a  osseta e as línguas pamir). Yaghnobi é falado no vale do rio Yaghnob na area de Zarafshan do Tadjiquistão pelo povo Yaghnobi. É considerada como descendente da Sigdiano e já foi chamada de  Neo-Sogdiano em literatura acadêmica.

## Falantes
Estima-se que haja cerca de 12.500 falantes de Yaghnobis, divididos em diversas comunidades. O grupo mais significativo vive na área de Zafarobod e vizinhanças.
A maioria dos falantes precisa ser e é bilingue na língua iraniana-oeste Tadjique. Yaghnobi é usado principalmente na comunicação familiar do dia-a-dia, enquanto que o Tadjique é usada pelos falantes de Yaghnob para negócios e contatos formas. Um etnógrafo russo foi informado por um Tadjique – que são há muito hostís aos Yaghnobis, que demoraram a aceitar o Islamismo – que os Yaghnobis usam sua língua como um modo secreto de comunicação para confundir os Tadjiques; esse relato levou a crenças, principalmente entre os que crêem somente nos relato russos) de que a língua Yaghnobi e suas derivadas seriam usadas com objetivos nefastos.

## Dialetos
São dois os principais dialetos, o oriental e o ocidental. As diferenças maiores são fonéticas. Por exemplo: o histórico (Sogdiano) *θ corresponde a  t no ocidental e a  s no oriental – Ex.:. met - mes ('dia, do Sogdiano mēθ')' <myθ>. O ocidental  ay corresponde a e, Ex.: wayš - weš 'relva' do Sogdiano wayš ou wēš <wyš>. O grupo fonêmico Sogdiano θr (mais tarde ṣ̌) se reflete como sar no oriente, mas é tir no ocidente Ex;  saráy - tiráy 'três' do Sogdiano θrē/θray ou ṣ̌ē/ṣ̌ay <δry>. t/s e ay/e não as únicas características reconhecidas como relevantes que distinguem os dois dialetos, pois há algumas diferenças em desinências verbais e no léxico, como é natural entre dialetos.. Há entre os dois dialetos um terceiro, um de transição, que apresenta caracter´sticas, tanto de um como do outro dialetos.

Zonas onde se fala yaghnobi, ou onde os falantes yaghnobi são maioria (diante dos Tajiques).